# Tamassint
Tamassint est un village du Maroc. Elle est située dans la région de Tanger-Tétouan-Al Hoceïma.

### Sources
- (en) Tamassint sur le site de Falling Rain Genomics, Inc.